# منتخب السويد لكرة الطائرة للسيدات
منتخب السويد الوطني لكرة الطائرة للسيدات (بالسويدية: Sveriges damlandslag i volleyboll)‏ هو ممثل السويد الرسمي في المنافسات الدولية في كرة طائرة في فئة كرة الطائرة للسيدات.